# Liebfrauenkirche (Kortrijk)

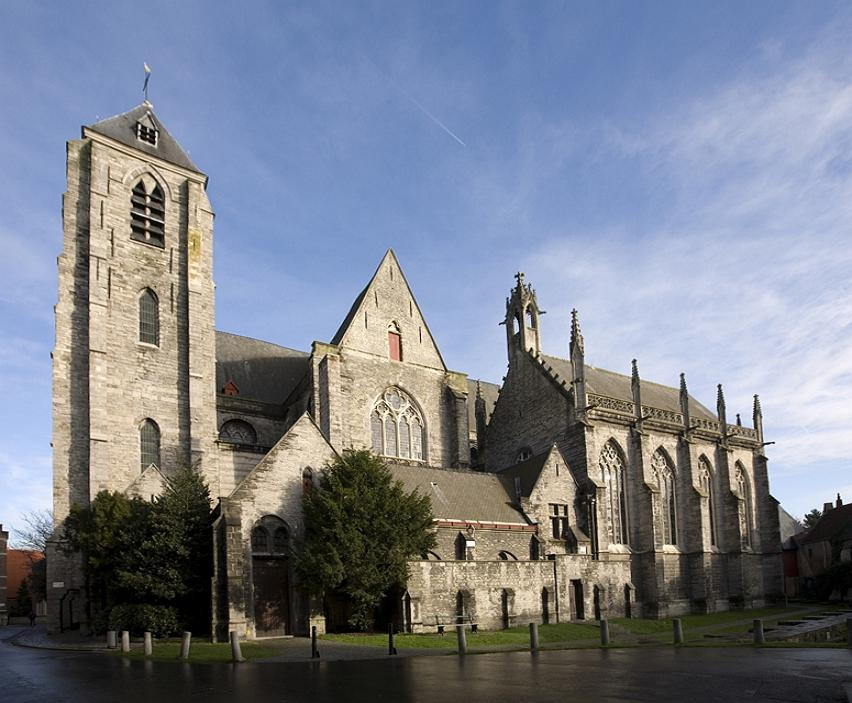
Die Liebfrauenkirche von Süden; rechts die Grafenkapelle

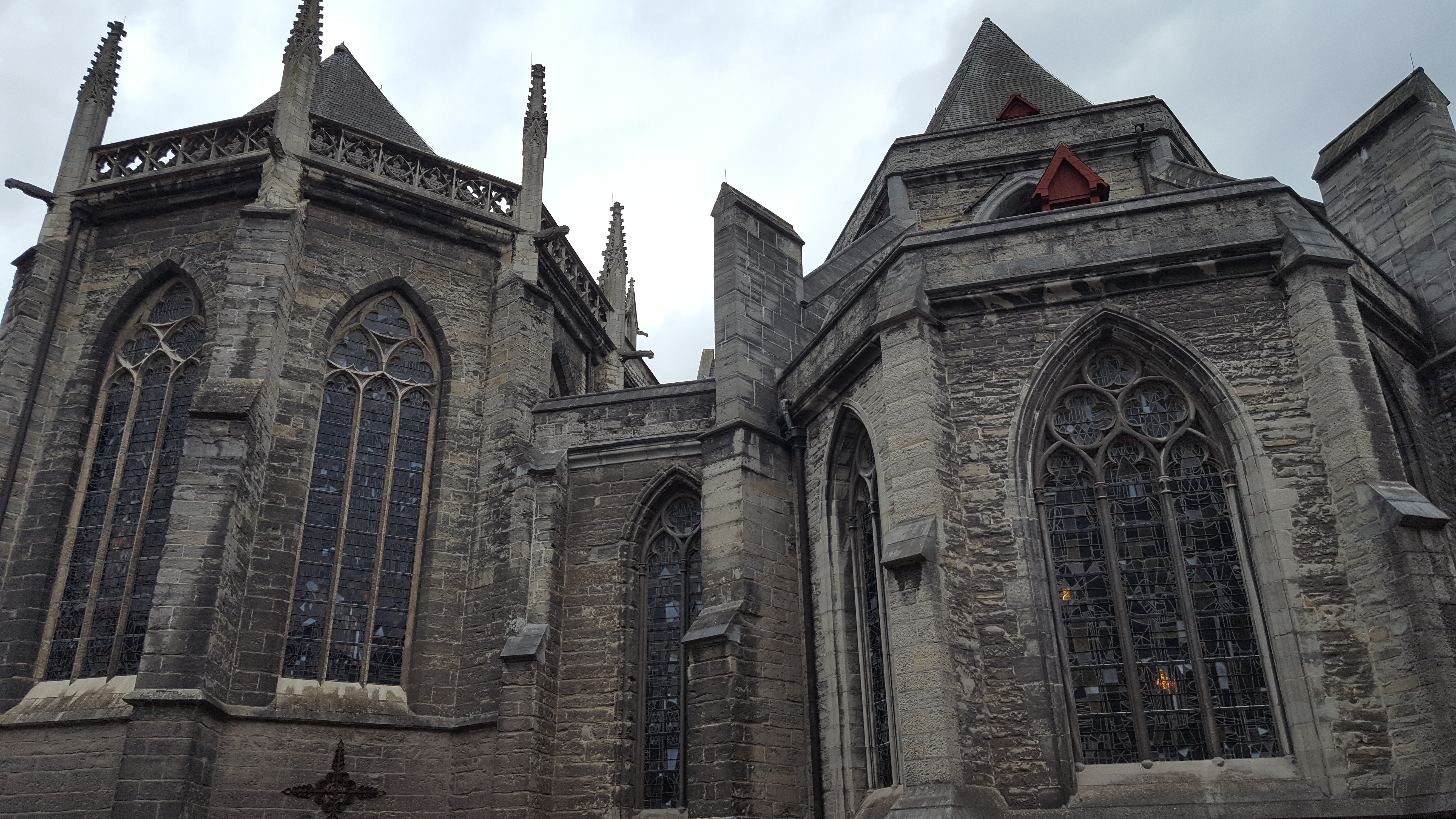
Ansicht von Osten mit Grafenkapelle (links)

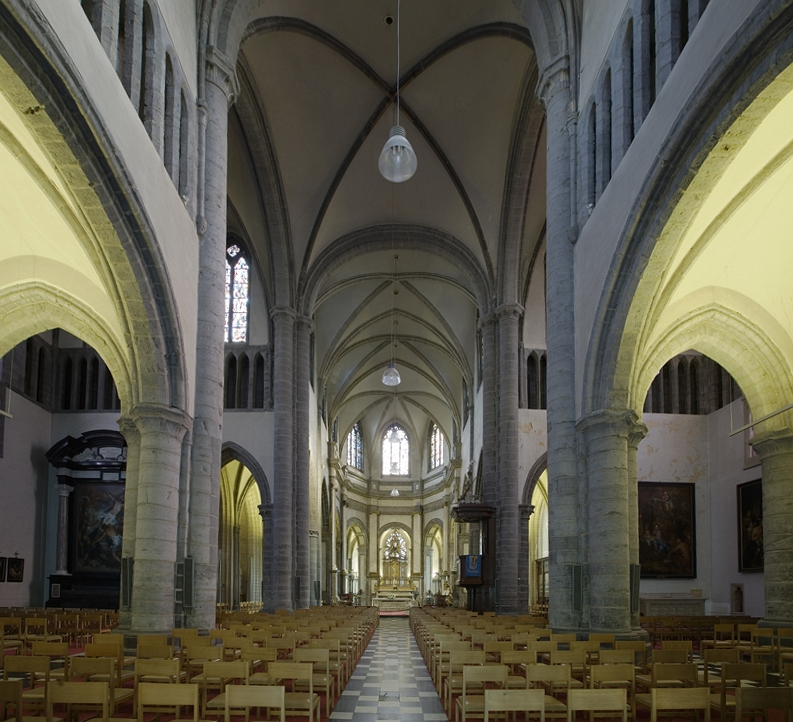
Inneres

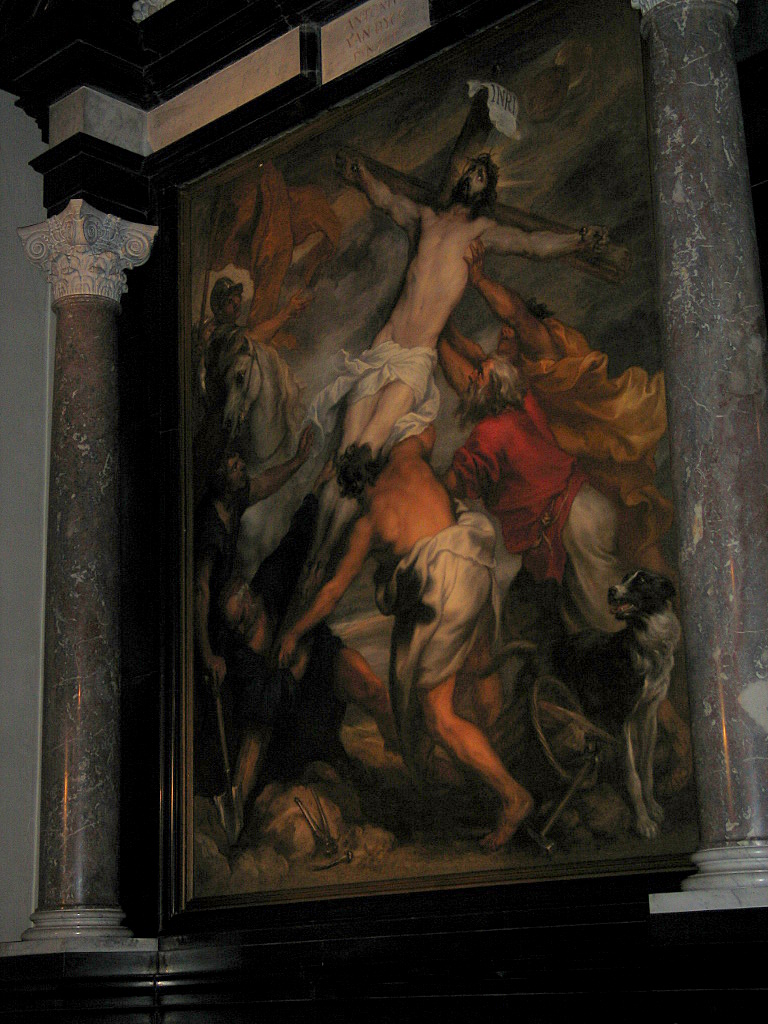
Anthonis van Dyck: Kreuzaufrichtung

Die Liebfrauenkirche (niederländisch Onze-Lieve-Vrouwekerk) ist eine gotische Kirche in der belgischen Stadt Kortrijk.

## Geschichte
Die Kirche wurde gegründet als Stiftskirche und ist Pfarrkirche seit 1797. Das Bauwerk ist eine geostete Basilika mit Querhaus. Sie geht zurück auf ein erstes Gotteshaus, das zwischen dem Ende des 12. und dem Beginn des 13. Jahrhunderts im Bereich der gräflichen Burg von Baudouin IX. errichtet wurde, nachdem er versprochen hatte, eine Stiftskirche, eine Capella mit Chor, zu errichten. Im dritten Viertel des 13. Jahrhunderts wurde das Querschiff angebaut.
- 1300–1301: Die zinnenbewehrte Kapelle des beschlagnahmten Grafenbesitzes wird in eine französische Königsfestung integriert und bildet deren Vorburg, von der sie durch einen älteren Graben getrennt ist. Sie ist von einer großen Steinstützmauer umgeben. Im gleichen Zeitraum wurde der Altarraum abgerissen und ein größerer Altarraum mit Ambo und Apsis errichtet.
- Um 1370–1372: Bau der Grafenkapelle, der sogenannten Katharinenkapelle, im Auftrag von Lodewijk van Male mit Abriss einer südlichen Chorkapelle.
- 1382: Nach der Schlacht bei Roosebeke setzen bretonische Rebellen die Kirche in Brand.
- Ab 1410: Reparaturarbeiten.
- 1418–1421: Bau der Kapelle Unserer Lieben Frau nördlich des Umgangs, die sowohl die Dekanatskapelle als auch die Bibliothek umfasst.
- 1578: Plünderung der Kirche durch die Genter Calvinisten.
- 1731: Neuer Marmorfußboden im Chor, Beginn der Verschönerungsarbeiten unter der Schirmherrschaft von Kanonikus K.F. de Meulenaere.
- 1770–1771: Bau des Lettners.
- 1773: Der Chor und die Ostwand des Querschiffs werden mit Marmor verkleidet.
- 1786–1787: Bau des Portals.
- 1791: Bau der neuen Sakristei nach dem Entwurf des Architekten J.-B. Casaer (Kortrijk).
- 1797: Aufhebung des Kapitels, das Gotteshaus wird nun eine Pfarrkirche.
- 1858: Entdeckung der Porträts der flämischen Grafen in der Grafenkapelle.
- 1868: Restaurierung der gräflichen Kapelle nach einem Entwurf von P. Croquison (Kortrijk).
- 1900: Entfernung der Marmorverkleidung der Ostwand des Querschiffs und der beiden Westjoche des Chors.
- 1905 oder 1907: Abriss des Portals, der nördlichen und südlichen Lagerräume und Wiederherstellung der Westfassade.
- 1944: Ein Teil des Umgangs, der Seitenkapelle Unserer Lieben Frau und des nördlichen Querschiffs stürzen infolge von Luftangriffen ein.
- 1949: Beginn des ersten Teils der Restaurierung unter der Leitung der Architekten J. Viérin (Brügge), J. Boucquillon und M. Allaert (Kortrijk), später übernommen von L. Allaert (Kortrijk).
- 1961–1966: letzte Phase der Restaurierung.
- 1962–1963: Ausgrabungen unter der Leitung von L. Devliegher.

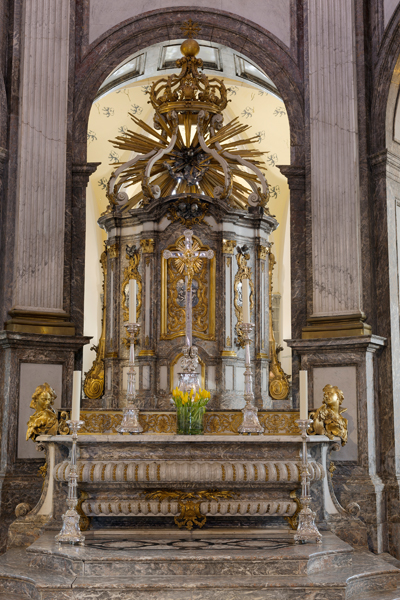
Hauptaltar

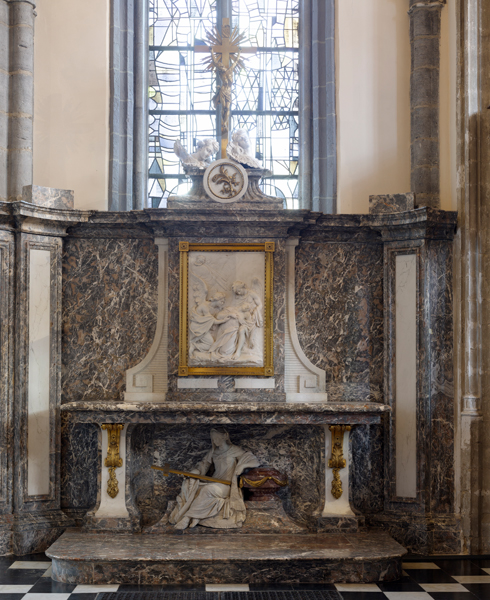
Maria-Magdalena-Altar im Chorumgang

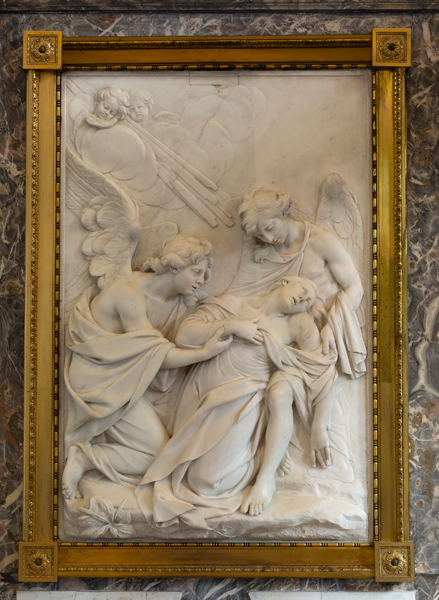
Relief des Maria-Magdalena-Altars

- 1998: Restaurierung des Chors.

## Architektur
Der Grundriss zeigt ein dreischiffiges, zweijochiges basilikales Langhaus mit zwei Westtürmen im ersten Joch und einer Taufkapelle südlich des Südwestturms. Ein einjochiger Querhausarm und ein dreijochiger Chor mit dreiseitigem Abschluss, Chorumgang, drei quadratischen Radialkapellen und eine dreiseitig geschlossene Kapelle befindet sich im Osten; eine fünfte Radialkapelle wurde für den Bau der südlichen, der Heiligen Katharina geweihten Grafenkapelle abgerissen, die aus vier Jochen mit dreiseitigem Chor besteht. Im Norden befindet sich die Kapelle Unserer Lieben Frau mit drei Jochen und einem geraden Abschluss. Westlich der Grafenkapelle werden die Vorhalle und die Sakristei von einem Sanitärgebäude im Süden und einem Lagerraum im Westen flankiert.
Als Baumaterial wurde Kalkstein aus Tournai für Kirchenschiff und Querschiff sowie Atrecht-Sandstein an einigen Stellen der Fassadentürme verwendet; die Giebelseite des südlichen Querschiffs wurde aus Brabant- und Atrecht-Sandstein erbaut. Backstein wurde ebenfalls verwendet. Die Kapelle Unserer Lieben Frau von Tournai besteht aus Kalkstein und Brabantsandstein. Kirchenschiff, Querschiff und große Kapellen sind mit Schiefersatteldächern, die Seitenschiffe mit Pultdächern gedeckt, die Westtürme mit Schieferzeltdächern.
Der monumentale Westteil wurde auf der Höhe eines ehemaligen Burggrabens errichtet, der ab 1414 zugeschüttet wurde, mit Durchgang in den Strebepfeilern; er steht auf einer Brücke mit Gewölben auf der Grabenseite.
Der mittlere Teil hat ein Spitzbogenportal mit einer neuromanischen Statue im Tympanon, über dem sich ein Spitzbogenfenster und ein renovierter Giebel befindet; er wird von zwei quadratischen Westtürmen mit gestuften Strebepfeilern in einer Reihe flankiert. Hinter den beiden mittleren Strebepfeilern befindet sich ein runder Treppenturm mit Lichtschlitzen. Der höhere, vierstöckige südwestliche Turm hat Spitzbogenfenster und gekuppelte spitzbogige Schallöffnungen. Die Giebeldächer sind mit Kreuzbekrönung (Norden) und Wetterfahne (Süden) versehen; am Südturm ist eine Dachgaube eingebaut. Das basilikale Schiff ist mit Strebepfeilern und Spitzbogenfenstern gegliedert. Je ein Portal führt zum nördlichen und südlichen Seitenschiff. Das Querschiff ist ebenfalls mit Strebepfeilern versehen, unter anderem mit verjüngten überhängenden Strebepfeiler. Der Nordgiebel ist mit Giebeldach gedeckt und wird von einer Kreuzblume bekrönt. Der Südgiebel wurde wahrscheinlich im frühen 15. Jahrhundert umgebaut. Die Querschiffe und Marienkapelle sind mit Dächern in Chorhöhe gedeckt und werden von Strebepfeilern gegliedert. Ein Laufgang läuft außen an den Chorfenstern entlang, die Strebebögen ruhen auf Säulen mit Knospenkapitellen. Der Chor ist durch Strebebögen, die auf überschnittenen Eckstrebepfeilern ruhen, mit den Radialkapellen verbunden. 
Das Kirchenschiff, das Querschiff und die Kapellen sind im gotischen Stil gestaltet, der Chor und die Sakristei im klassizistischen Stil. Das dreischiffige Schiff ist getrennt durch Arkaden auf Balkenpfeilern mit Knospenfries, insbesondere einem Spitzbogen im ersten Joch, einem gedrückten Rundbogen im zweiten Joch, mit Triforium und Rundbogenfenstern darüber. Der Boden ist aus schwarz-weißem Marmor. Der Chor ist mit rotem und weißem Marmor ausgekleidet. Das Langhaus ist mit Kreuzrippengewölben, im Chor und in der östlichen Querhauskapelle mit sechsteiligen Kreuzrippengewölben gedeckt. Der Chor ist mit Säulen versehen, die um 1764 mit Marmorplatten verkleidet wurden, die Rundbögen sind den im Innern erhaltenen gotischen Spitzbögen vorgeblendet und werden getragen von Säulen mit ionischen Kapitellen. In der östlichen Kapelle sind die Gewölbe mit Löwenmotiven und aufgehängten goldenen Sporen aus der Sporenschlacht verziert.
Die Marienkapelle ist mit Kreuzrippengewölbe auf kunstvollen Konsolen mit menschlichen Figuren verziert, die Spuren von Polychromie zeigen.
Die vordere Sakristei ist überdacht von Kreuzrippengewölben. In der Ostwand ist eine breite Nische unter Segmentbogen eingelassen, in dem derzeit geschlossenen rechteckigen Fenster. Eine Wendeltreppe in der Südostecke führt über den Dachboden zur Schatzkammer. Das Obergeschoss ist mit zwei Öffnungen zur gräflichen Kapelle versehen, die als Gebetsraum des Grafen gilt.
Die Sakristei wurde ab 1791 erbaut, die Nord- und Ostwand ist mit Einbauschränken versehen. An der Ostwand sind zwei Holzsäulen.

## Ausstattung
Unter den Gemälden sind die Verkündigung des Erzengels Gabriel an Maria und die Heimsuchung Mariä bei ihrer Cousine Elisabeth, beide von Gaspar de Crayer (vor 1617) und die Kreuzerhöhung, die Anthonis van Dyck zugeschrieben wird, zu erwähnen. Das Chorgestühl von 1773 wurde nach einem Entwurf von F. Mangain (Tournai) ausgeführt von P.J. Van Réable (Kortrijk) (1775–1776). Vier Glasmalereien wurden nach dem Entwurf von J. Nicola (Roermond) und zwölf nach dem Entwurf von M. Martens (Brügge) ausgeführt. Ein bemaltes Grabmal aus der Mitte des XV. Jahrhunderts wurde im Chor ausgegraben.
Die Orgel ist ein Werk der Firma Schyven & Cie., das im Jahr 1892 in das Gehäuse einer Orgel von Pieter Peteghem aus dem Jahr 1771 eingebaut wurde. Es hat heute nach einem Umbau im Jahr 1930 durch Jules Anneessens 23 Register auf zwei Manualen und Pedal.